# Donzell mercurial
El donzell mercurial (Coenagrion mercuriale) és una espècie d'odonat zigòpter de la família Coenagrionidae. Es troba dins Algèria, Àustria, Bèlgica, França, Alemanya, Itàlia, Liechtenstein, Luxemburg, Marroc, els Països Baixos, Portugal, Eslovàquia, Eslovènia, Espanya, Suïssa, Tunísia i el Regne Unit. És present a Catalunya.
Els seu hàbitat naturals són rius i rierols d'aigua dolça. És una espècie amenaçada per la destrucció de l'hàbitat.
El seu nom científic, mercuriale, és a causa de la marca distintiva que té en el segon segment de l'abdomen que s'assembla al símbol astrològic del planeta Mercuri - ☿.

## Hàbitat
Requereixen àrees de vegetació oberta, barrejades amb corrents d'aigua lenta on puguin pondre els ous.
Les larves passen 2 anys sota l'aigua abans d'esdevenir adults.

## Protecció
Es creu que el 25% de la població mundial es troba al Regne Unit però s'ha reduït un 30% des del 1960 a causa dels canvis en el pasturatge, el drenatge de la terra i l'extracció d'aigua. L'espècie és protegida sota el Schedule 5 of the Wildlife and Countryside Act 1981.
A Catalunya és una espècie protegida per llei.

## Galeria

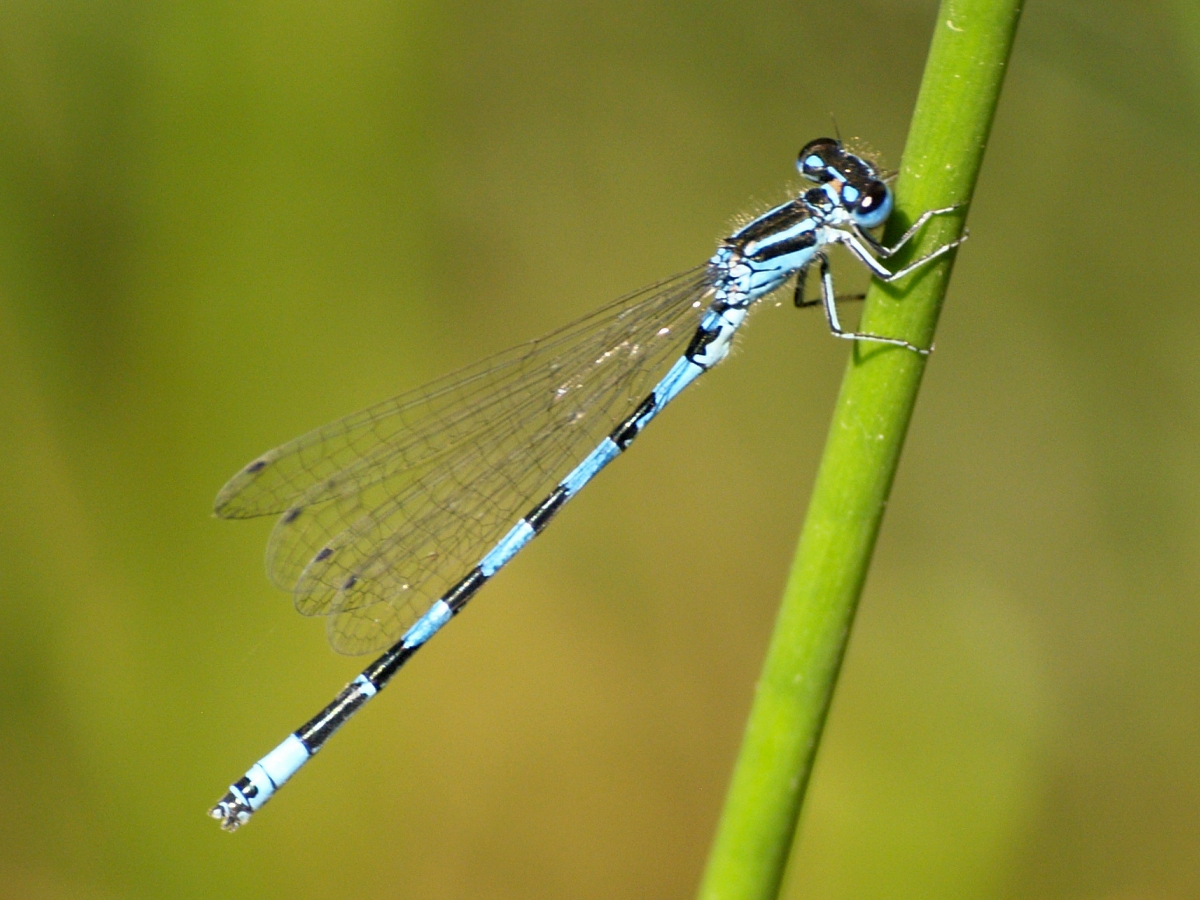
Coenagrion mercuriale mascle
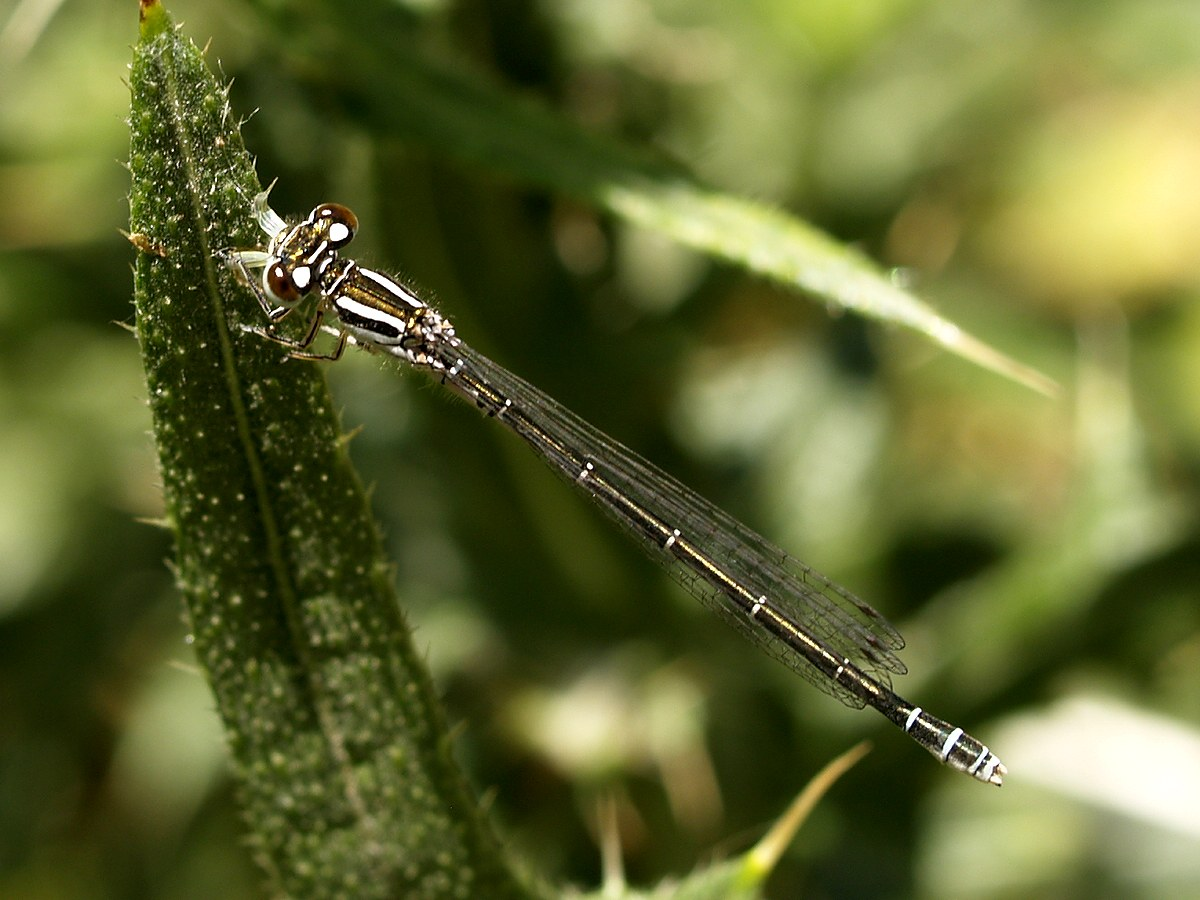
Coenagrion mercuriale femella
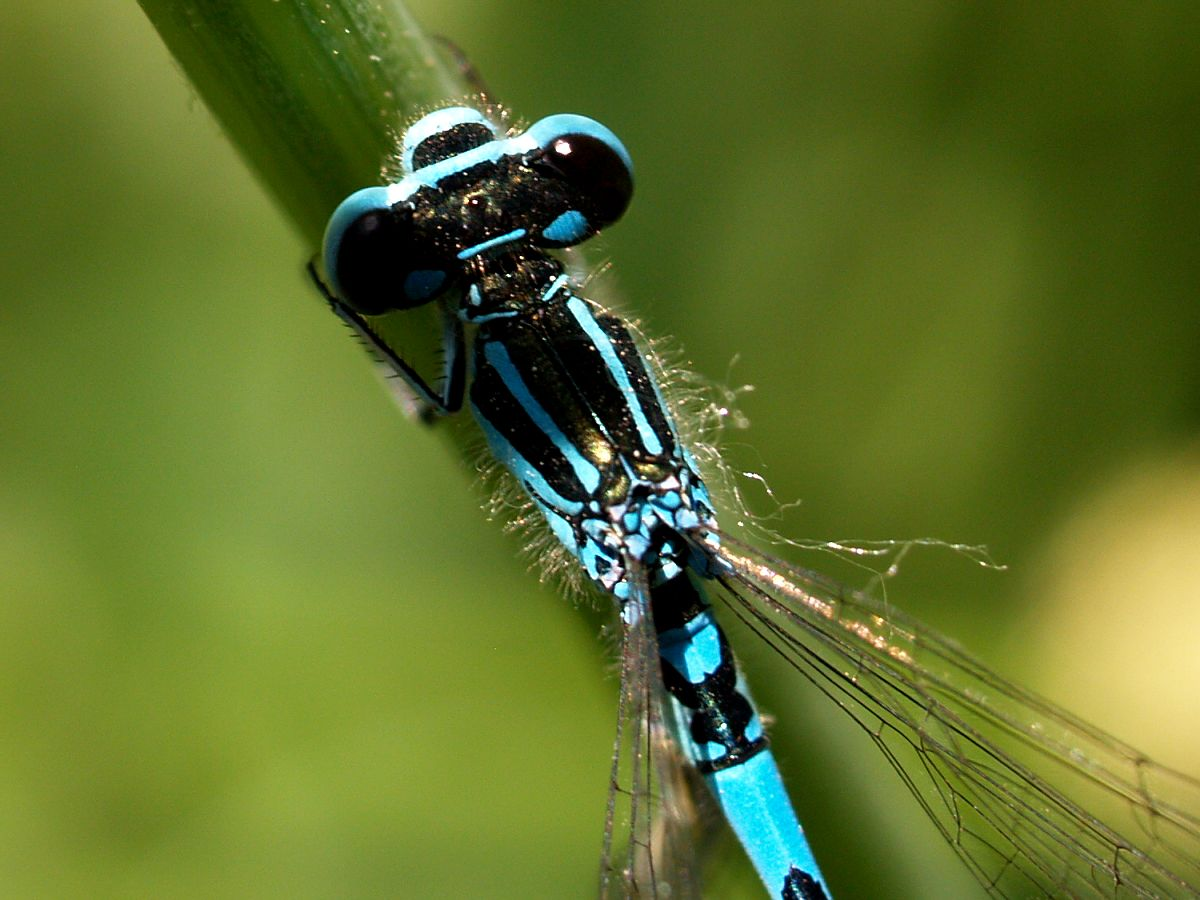
Coenagrion mercuriale dibuix casc de Mercuri
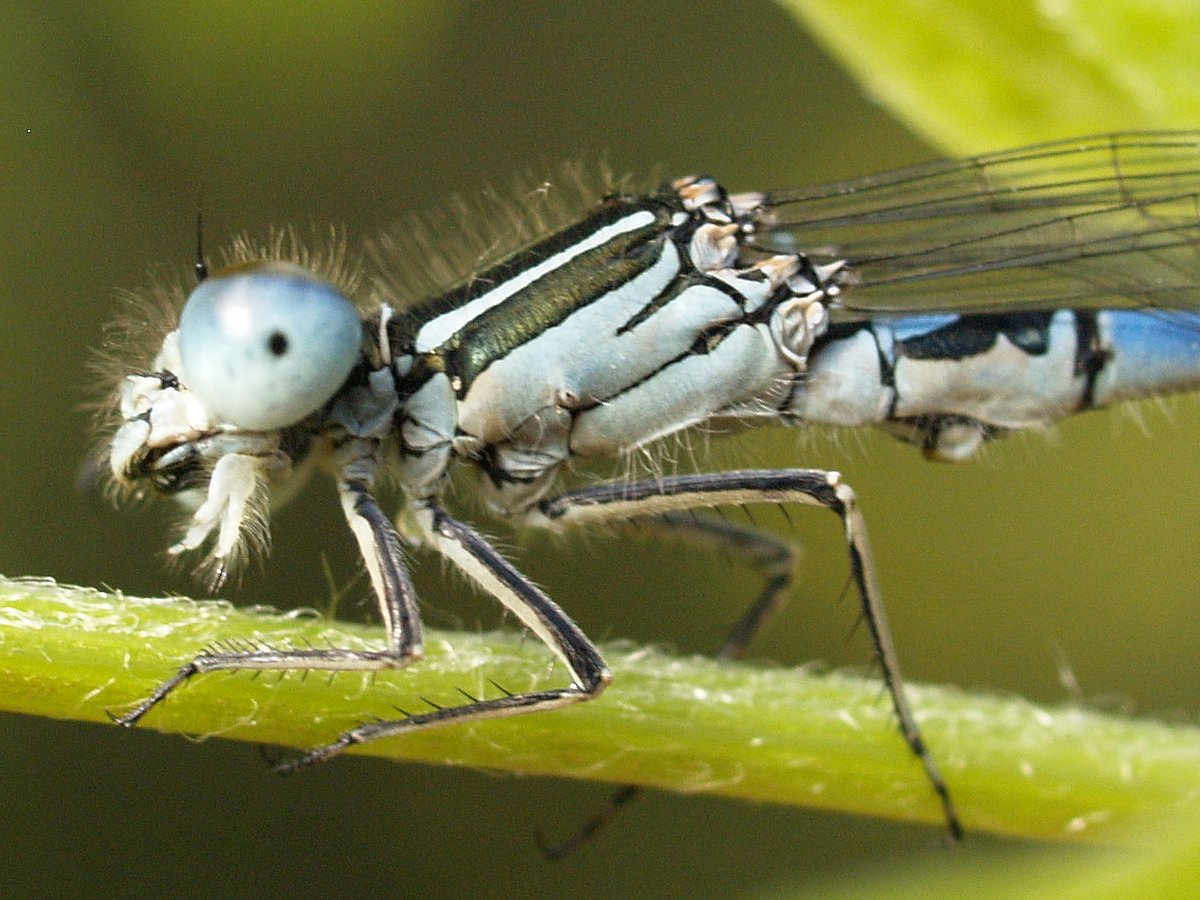
Coenagrion mercuriale mascle detall
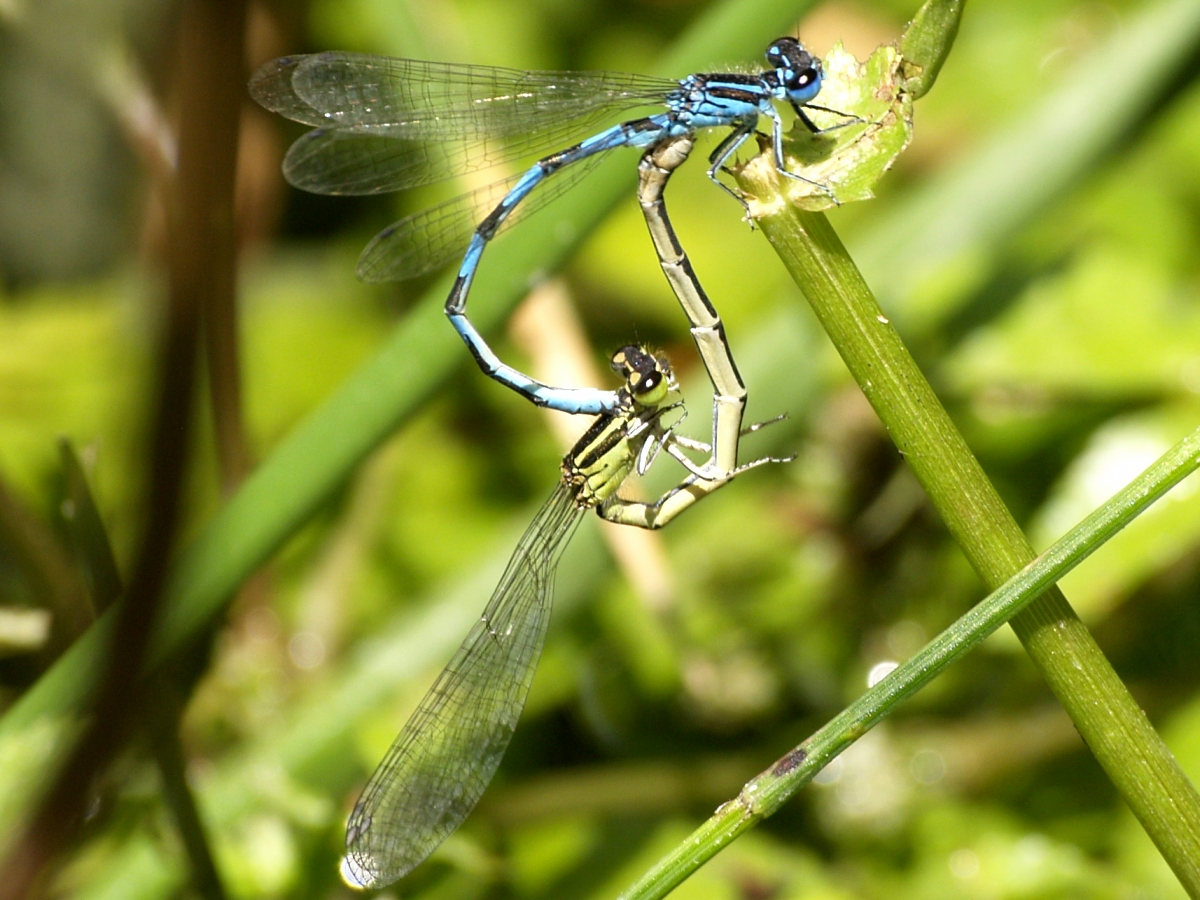
Coenagrion mercuriale còpula
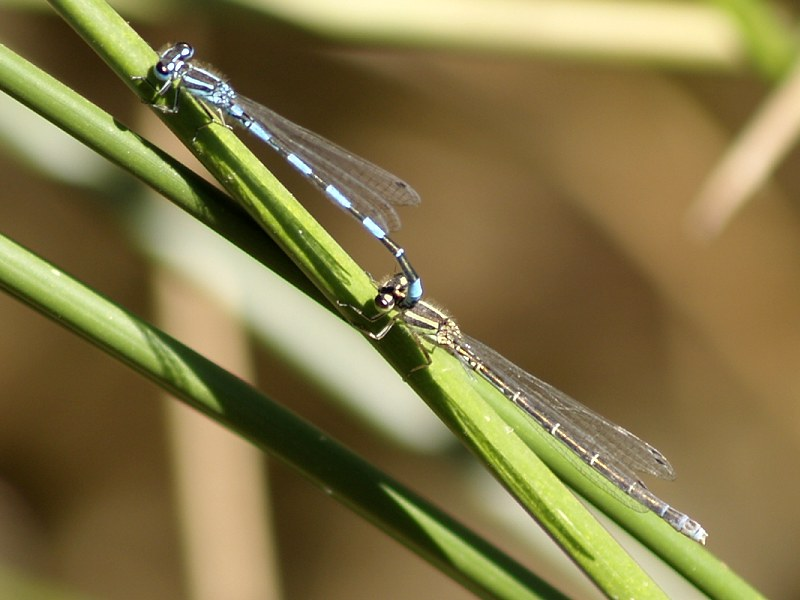
Coenagrion mercuriale tàndem
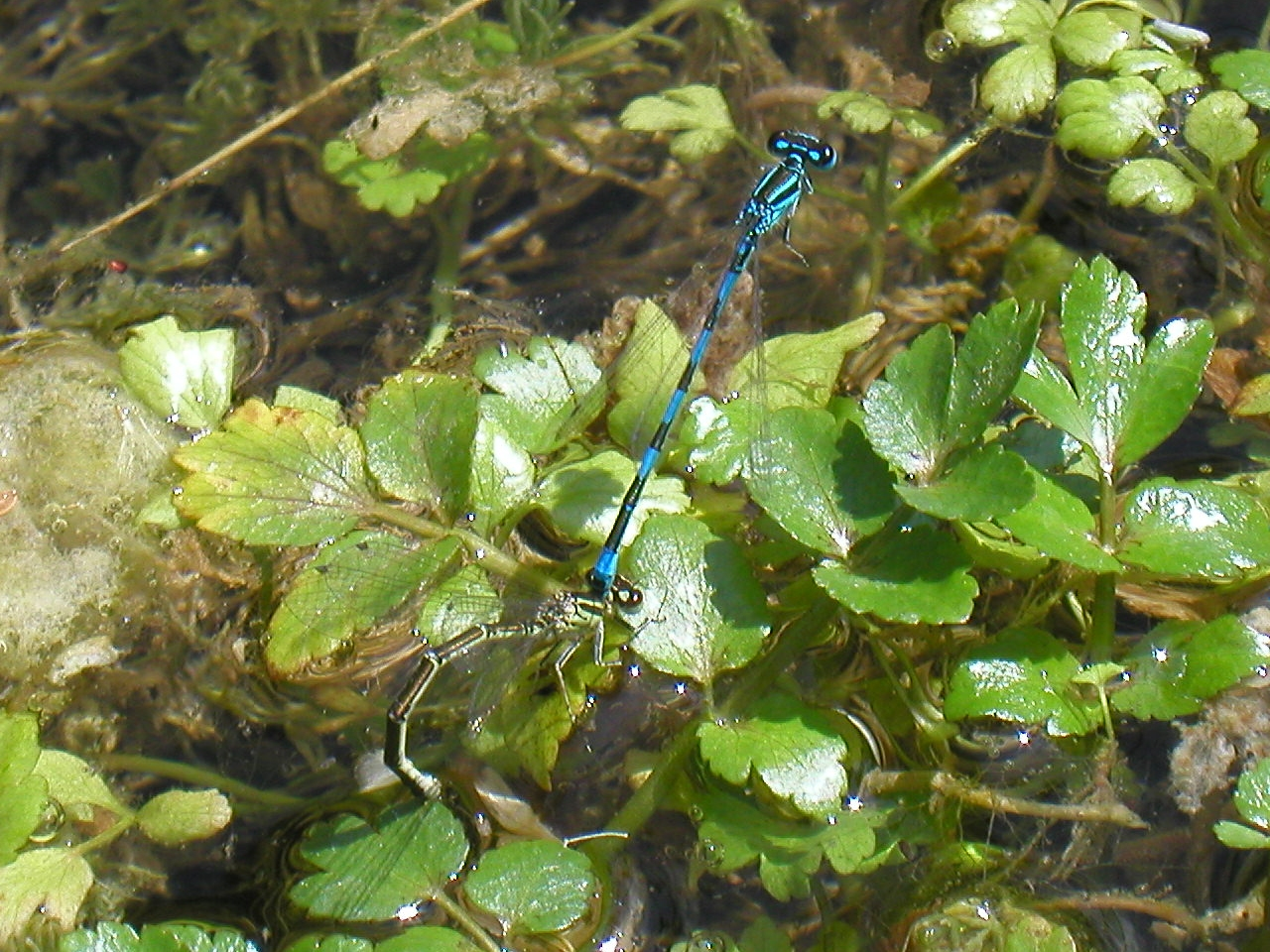
Coenagrion mercuriale posta